# یواس‌اس بورام (دی‌یی-۷۹۰)
یواس‌اس بورام (دی‌یی-۷۹۰) (به انگلیسی: USS Borum (DE-790)) یک کشتی بود که طول آن ۳۰۶ فوت (۹۳ متر) بود. این کشتی در سال ۱۹۴۳ ساخته شد.